# San Miguel de Papasquiaro
San Miguel de Papasquiaro är en ort i Mexiko.   Den ligger i kommunen Santiago Papasquiaro och delstaten Durango, i den centrala delen av landet, 900 km nordväst om huvudstaden Mexico City. San Miguel de Papasquiaro ligger 1 823 meter över havet och antalet invånare är 22 750.
Terrängen runt San Miguel de Papasquiaro är varierad. San Miguel de Papasquiaro ligger nere i en dal. Runt San Miguel de Papasquiaro är det glesbefolkat, med 9 invånare per kvadratkilometer. San Miguel de Papasquiaro är det största samhället i trakten. Trakten runt San Miguel de Papasquiaro består i huvudsak av gräsmarker.